# Begonia rubriflora
Espèce
Begonia rubriflora est une espèce de plantes de la famille des Begoniaceae.
Elle a été décrite en 2011 par Ludovic Jean Charles Kollmann (1965-).